# Хашба, Мери Мушниевна
Мери Мушниевна Хашба (абх. Mary Khashba, груз. მერი მუშნიევნა ხაშბა; 5 апреля 1937, Сухуми — 29 апреля 2024) — советский и абхазский учёный в области музыковедения, этнографии и истории музыки, кандидат искусствоведения (1971), доктор исторических наук (1991), профессор (1992), член-корреспондент Академии наук Абхазии (2008). Член Союза композиторов СССР (1971). Заслуженный деятель искусств Республики Абхазской АССР.

## Биография
Родилась 5 апреля 1937 года в Сухуми, Абхазской АССР, в семье писателя Мушни Хашбы, сестра музыковеда Инны Хашбы.
С 1956 по 1961 год обучалась на отделении истории музыки Тбилисской государственной консерватории имени Вано Сараджишвили. В 1972 году окончила аспирантуру этой консерватории, в 1991 году докторантуру Института этнологии и антропологии имени Н. Н. Миклухо-Маклая АН СССР.
С 1961 по 1969 год на педагогической работе в Сухумском государственном музыкальном училище в качестве преподавателя отделения теории и истории музыки. В 1971 году М. М. Хашба была избрана — членом Союза композиторов СССР. С 1974 года на научно-исследовательской работе в Абхазском институте языка и литературы имени Д. И. Гулиа в качестве научного сотрудника и ведущего научного сотрудника этого института.

### Научно-педагогическая деятельность и вклад в науку
Основная научно-педагогическая деятельность М. М. Хашбы была связана с вопросами в области музыкального фольклора, истории музыки и истории музыкальной культуры абхазов, М. М. Хашба являлась участницей всесоюзных и международных конференций, в том числе Пленума композиторов СССР в Ленинграде (1967), VI Всесоюзном съезде композиторов в Москве (1979), Всесоюзной научной сессии этнографических и антропологических исследований в Сухуми (1986), Международной конференции монодической музыки в Ереване (1994), Международная научная конференция: Кавказ — история, культура, традиции и языки в Сухуми и Всероссийская научная конференция по актуальным проблемам и общей адыгской филологии в Майкопе (2001), Международная научная конференция: Национальная культура в современном мире — фольклор и литература в Сухуми (2003), Международная научная конференция: Кавказ и вызовы глобализации в Сухуми (2006), I Международные Инал-Иповские чтения в Сухуми (2007), VI Международная научная конференция: актуальные проблемы общей и адыгской филологии в Майкопе (2008).
В 1971 году защитила кандидатскую диссертацию по теме: «Трудовые песни абхазов», в 1991 году защитила докторскую диссертацию на соискание учёной степени доктор исторических наук по теме: «Народная музыка абхазов и её кавказские параллели (по музыкально-этнографическим материалам)». В 2005 году ей было присвоено учёное звание доцент, в 2010 году ей было присвоено учёное звание профессор. В 2008 году она была избрана член-корреспондентом Академии наук Абхазии. М. М. Хашбой было написано более шестидесяти научных работ, в том числе трёх монографий.
Умерла 29 апреля 2024 года в возрасте 87 лет.

## Основные труды
- Трудовые песни абхазов. - Сухуми, 1971. - 225 с.
- Трудовые и обрядовые песни абхазов. - Сухуми : Алашара, 1977. - 132 с.
- Жанры абхазской народной песни / М. М. Хашба. - Сухуми : Алашара, 1983. - 159 с.
- Народная музыка абхазов и ее кавказские параллели: по музыкально-этнографическим материалам / Ин-т этнологии и антропологии. - Москва, 1990. - 292 с.
- Народная музыка абхазов: жанры, стилистика, кросс-культурные параллели / М. М. Хашба; Акад. наук Абхазии, Абхазский ин-т гуманитарных исслед. им. Д.И. Гулиа. - Сухум : Дом печати, 2007. - 224 с[8]

## Звания
- Орден «Честь и слава» (Абхазия) III степени
- Заслуженный деятель искусств Абхазской АССР[5]